# Трифениламин
Трифениламин — органическое соединение с формулой (C6H5)3N. Не является основанием, в отличие от большинства аминов. При комнатной температуре представляет собой бесцветное кристаллическое вещество с моноклинной структурой. Хорошо смешивается с диэтиловым эфиром и бензолом, но практически нерастворим в воде и частично в этаноле. Его производные обладают полезными свойствами электропроводности и электролюминесценции, они используются в органических светодиодах в качестве переносчиков дырок. 
Трифениламин может быть получен путём арилирования дифениламина по Ульману. 

## Химические свойства
Трифениламин имеет три ароматические группы, непосредственно связанные с центральным атомом азота. Каждая ароматическая группа действует как электронный аттрактор, направляя к себе электронное облако неподелённой пары азота. При делокализации неподелённой пары азота частичный положительный заряд передаётся азоту, уравновешиваемый частичным отрицательным зарядом, локализованным на ароматических группах. Такое расположение предотвращает протонирование азота — ключевой механизм придания раствору основности.
Из этой характеристики следует, что все три связи N-C (азот-углерод) лежат в одной плоскости и расположены под углом 120° друг к другу, что не относится к алифатическим аминам и аммиаку, где орбитали азота расположены в тетраэдре. Из-за стерических затруднений фенильные группы не находятся в одной плоскости, определяемой тремя связями N-C, а скручены, что придаёт молекуле характерную «пропеллероподобную» форму.